# Premier League Malti 1959-1960
Il campionato era formato da otto squadre e la Valletta F.C. vinse il titolo.

## Classifica finale
| Pos. | Squadra              | G  | V  | N | P  | GF | GS | Punti |
| ---- | -------------------- | -- | -- | - | -- | -- | -- | ----- |
| 1    | Valletta F.C.        | 14 | 11 | 2 | 1  | 40 | 8  | 24    |
| 2    | Hibernians F.C.      | 14 | 9  | 2 | 3  | 31 | 9  | 20    |
| 3    | Floriana             | 14 | 5  | 6 | 3  | 25 | 15 | 16    |
| 4    | St. George's F.C.    | 14 | 6  | 3 | 5  | 25 | 26 | 15    |
| 5    | Sliema Wanderers     | 14 | 5  | 5 | 4  | 19 | 20 | 15    |
| 6    | Marsa F.C.           | 14 | 2  | 5 | 7  | 17 | 42 | 9     |
| 7    | Ħamrun Spartans F.C. | 14 | 0  | 7 | 7  | 15 | 31 | 7     |
| 8    | Birkirkara F.C.      | 14 | 2  | 2 | 10 | 11 | 32 | 6     |